# Dennis Taylor (snookerspeler)
Dennis Taylor (Coalisland, 19 januari 1949) is een voormalig professioneel snookerspeler uit Noord-Ierland. Hij werd professioneel speler in 1972.
Het hoogtepunt uit zijn carrière is het winnen van het wereldkampioenschap in 1985. In een bloedstollende finale tegen Steve Davis verloor hij eerst de 8 eerste frames; hij haalde die achterstand op en won het kampioenschap met de laatste zwarte bal: 18–17. Hij won daarnaast één rankingtoernooi en een keer de Masters.
Taylor werd na zijn actieve snookercarrière commentator bij alle snookertoernooien die door de BBC uitgezonden worden en is bij bijna alle grote snookergebeurtenissen aanwezig. Kenmerkend aan Taylor in zijn carrière als speler was zijn zogenaamde 'omgekeerde bril'; die droeg hij omdat het met een gewone bril moeilijk kijken was in de snookerhouding.
Joe Davis · Walter Donaldson · Fred Davis · Horace Lindrum · John Pulman · John Spencer · Ray Reardon · Alex Higgins · Terry Griffiths · Cliff Thorburn · Steve Davis · Dennis Taylor · Joe Johnson · Stephen Hendry · John Parrott · Ken Doherty · John Higgins · Mark Williams · Ronnie O'Sullivan · Peter Ebdon · Shaun Murphy · Graeme Dott · Neil Robertson · Mark Selby · Stuart Bingham · Judd Trump · Luca Brecel · Kyren Wilson